# Facharzt für Rechtsmedizin
Facharzt für Rechtsmedizin, auch Rechtsmediziner/Rechtsmedizinerin, ist in Deutschland die offizielle Bezeichnung für einen Facharzt, der sich auf die ärztliche Tätigkeit im Gebiet Rechtsmedizin spezialisiert hat. 

## Gebiet Rechtsmedizin
Das Gebiet Rechtsmedizin umfasst nach der Definition der deutschen Weiterbildungsordnung für Ärztinnen und Ärzte die Entwicklung und Anwendung medizinischer und naturwissenschaftlicher Kenntnisse und Methoden für die Bearbeitung rechtlicher Fragestellungen sowie die Vermittlung rechtsmedizinischer einschließlich arztrechtlicher und ethischer Kenntnisse für die Ärzteschaft.

## Facharzt-Weiterbildung
Um in Deutschland als Facharzt für Rechtsmedizin tätig werden zu können, muss nach dem Abschluss eines Medizinstudiums und erteilter Approbation als Arzt eine mindestens 60 Monate umfassende Weiterbildung im Gebiet Rechtsmedizin mit Erfolg absolviert worden sein. Die Berechtigung zur Führung einer Facharzt- oder Zusatzbezeichnung wird nach einer mündlichen Prüfung von der zuständigen Landesärztekammer erteilt.
Die Weiterbildung muss an zugelassenen Weiterbildungsstätten absolviert werden: mindestens
- 60 Monate Rechtsmedizin, davon müssen
  - 6 Monate Weiterbildung im Gebiet Pathologie und
  - 6 Monate Weiterbildung im Gebiet Psychiatrie und Psychotherapie erfolgen.
- Bis zu 6 Monate Weiterbildung können zum Kompetenzerwerb in anderen Gebieten erfolgen.[1]

Bei der Anmeldung zur Weiterbildungsprüfung müssen der zuständigen Ärztekammer sämtliche Nachweise über die erfüllten Mindestanforderungen vorgelegt werden. Dazu gehören auch die Logbuch-Dokumentationen über alle durch die MWBO vorgegebenen Inhalte der Weiterbildung. Zur Weiterbildungsprüfung muss man darlegen, dass man über die entsprechenden Kenntnisse, Erfahrungen und Fertigkeiten im Fach verfügt.

### Inhalte der Weiterbildung
Zur Weiterbildungsprüfung muss dargelegt werden können, dass man Kenntnisse, Erfahrungen und Fertigkeiten unter anderem in folgenden Bereichen erlangt hat:
- Grundlagen der Kriminalistik, insbesondere Spurenkunde, Ballistik und Waffenkunde, Tatortarbeit und operative Fallanalyse
- Forensische Pathologie und Morphologie
  - Beschreibung und Bewertung von Leichenschaubefunden
  - Dokumentation und Bewertung relevanter Befunde an Tatorten und Fundorten
  - Durchführung gerichtlicher Obduktionen mit rechtsmedizinischer Sektionstechnik, Beurteilung der Obduktionsbefunde
  - Histopathologische Befundung bei gerichtlichen Obduktionen
  - Schriftliche Gutachtenerstellung zu forensisch-pathologischen Fragestellungen
- Klinische Rechtsmedizin: Klinisch-forensische Untersuchungen, Beurteilung und Dokumentation von Verletzungen bei Lebenden, insbesondere in Fällen von Kindesmisshandlung und Sexualdelikten
- Forensische Toxikologie einschließlich Alkohologie
- Forensische Spurenkunde und Molekulargenetik
- Forensische Anthropologie und Odontologie
- Forensische Bildgebung
- Forensische Psychopathologie
- Verkehrsmedizinische Begutachtung
- Arztrecht und Arztethik
- Rolle als Gutachter, Praxis der Gutachtenerstattung.[1]

Die Inhalte der Musterweiterbildungsordnung sind allerdings nur eine Empfehlung für die rechtsverbindlichen Weiterbildungsordnungen der Landesärztekammern, die hiervon abweichende Regelungen treffen können.